# Pas de Bellecombe-Jacob
Pour les articles homonymes, voir Bellecombe (homonymie).
Le pas de Bellecombe-Jacob est un col de montagne et point de vue panoramique surplombant le nord-ouest de l'Enclos Fouqué, la dernière caldeira formée par le piton de la Fournaise, volcan actif de La Réunion. Percé dans le rempart de Bellecombe, il tire son nom de Guillaume Léonard de Bellecombe, gouverneur de cette île de l'océan Indien au XVIIIe siècle, et de Jacob, un esclave qui l'a découvert.

## Toponymie
Le terme « pas » vient du latin passus : « passage ou seuil ».
Bellecombe est un nom donné par les explorateurs du volcan, Joseph Hubert et Honoré de Crémont entre autres, en l'honneur du gouverneur Guillaume Léonard de Bellecombe qui avait dirigé en 1768 la découverte de ce passage dans l'Enclos Fouqué, sans toutefois l'emprunter personnellement,. C'est un esclave noir, Jacob, qui révéla cet accès au volcan contre six pièces de toile, un acte de trahison pour les esclaves en fuite pour qui l'enclos était un refuge. La mairie de Sainte-Rose a décidé en 2019 de compléter le nom du pas de Bellecombe, en ajoutant « Jacob » ; l'appellation a été officialisée le 28 août.

## Situation

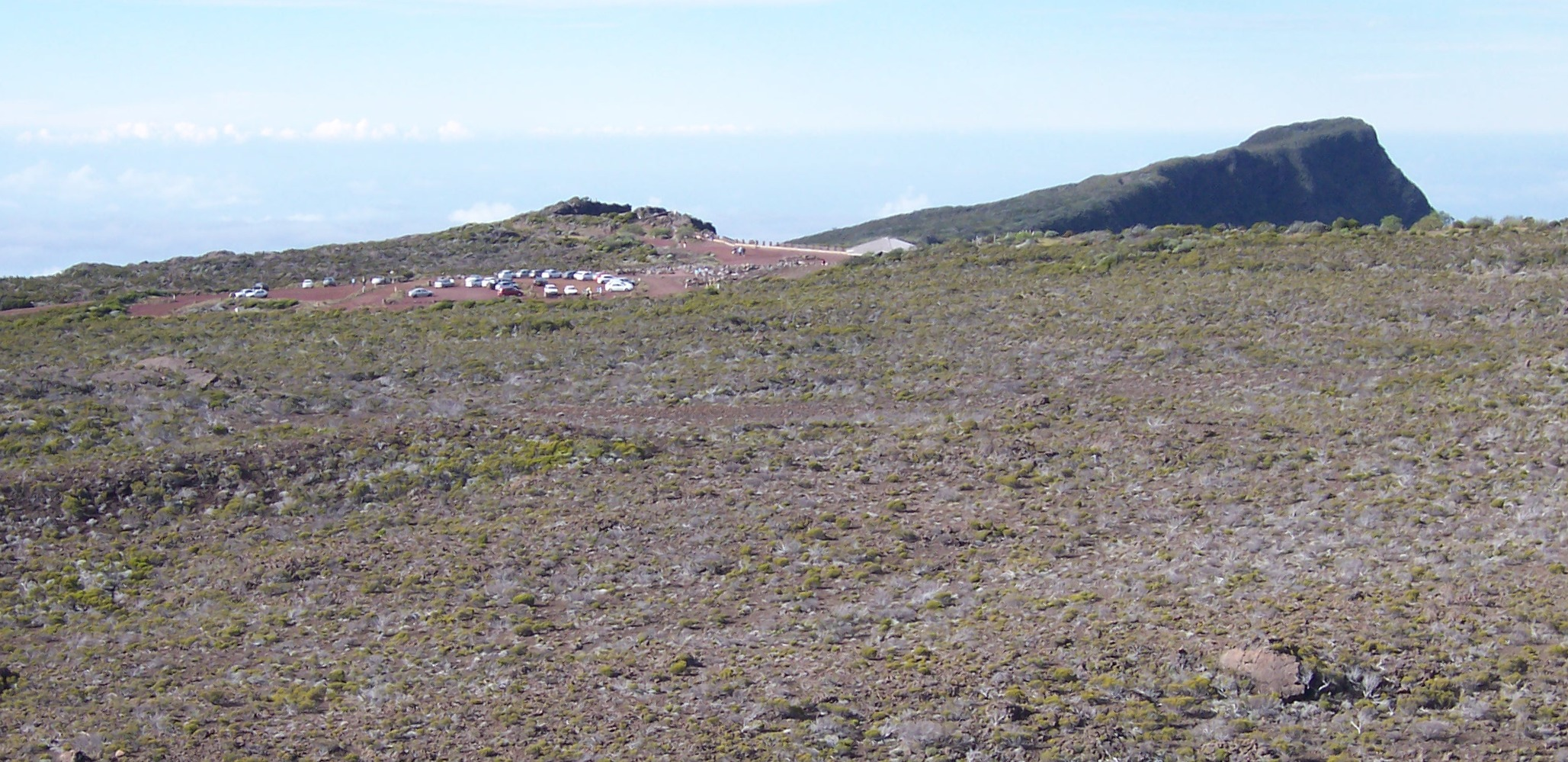
Le parking du pas de Bellecombe-Jacob perdu sur le plateau qui l'accueille, au loin le piton de Partage.

Situé à une altitude de 2 319 mètres, il domine notamment le petit cratère appelé Formica Leo, un cratère qui culmine quant à lui à 2 202 mètres et qui a été formé par une éruption volcanique de 1753. On peut l'atteindre en une vingtaine de minutes de marche depuis le point de vue par un sentier de randonnée aménagé avec des marches.

## Fréquentation
Très touristique, le pas de Bellecombe-Jacob est l'aboutissement de la route forestière du volcan, site naturel le plus visité de l'île, devant le Maïdo, qui attire chaque année plusieurs centaines de milliers de contemplateurs ou de randonneurs. On y accède depuis la plaine des Cafres.
Un parking a été aménagé au bout de la route. On trouve également près du pas de Bellecombe-Jacob, le gîte du Volcan, un gîte qui accueille les randonneurs qui entreprennent généralement au petit matin l'ascension du cône principal du massif, l'Enclos situé en contrebas s'ennuageant rapidement.

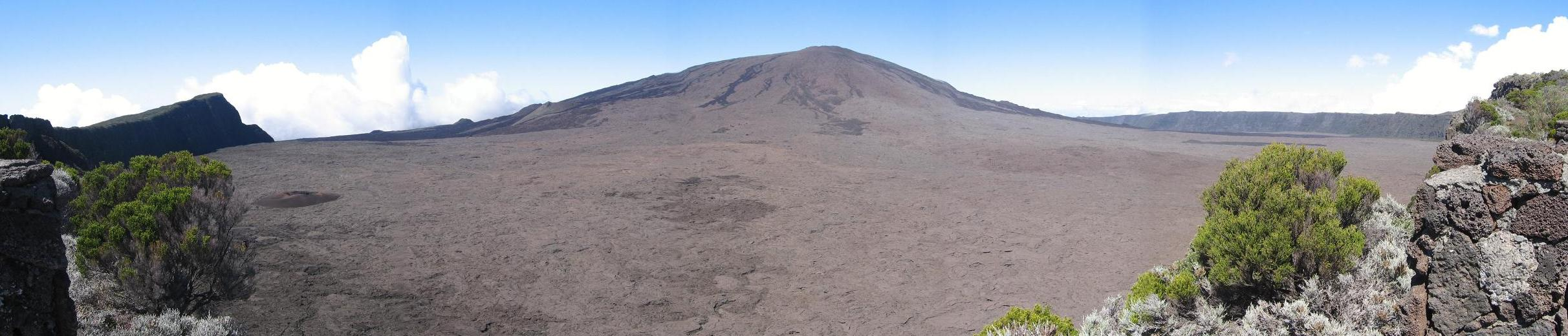
Panorama sur l'enclos Fouqué et le piton de la Fournaise à partir du pas de Bellecombe-Jacob ; le Formica Leo et le piton de Partage sont visibles sur la gauche.